# Insomnium
Insomnium (лат. Сновидение/Бессонница) — финская англоязычная группа из города Йоэнсуу, играющая музыку в стиле мелодик-дэт-метал. Основными темами песен являются скорбь, мистицизм, природа. Их стиль содержит в себе некоторые элементы doom metal.  В творчестве группы также присутствуют элементы нордического фолка и симфонической музыки.

## История
Группа была сформирована в 1997 году в небольшом городке восточной Финляндии Йоэнсуу. Основателями являются Маркус Хирвонен (ударные), Вилле Фриман (гитара) и Нийло Севянен (вокал и бас-гитара). В этом составе они записали два демо — Demo '99 (1999) и Underneath the Moonlit Waves (2000).
В 2001 году британский лейбл Candlelight Records заключил с группой контракт на четыре альбома, в это же время к коллективу присоединился гитарист группы Watch Me Fall из Турку Вилле Вянни. 31 октября 2011 года Insomnium объявила об уходе Вянни из группы. Его место занял Маркус Ванхала (гитарист группы Omnium Gatherum). 16 июля 2019 группа объявила о присоединении к составу в качестве постоянного участника известного финского гитариста Яни Лииматайнена (Cain's Offering, The Dark Element, ex-Sonata Arctica). В феврале 2024 года на официальном сайте группы появилось сообщение, что Лииматайнен покинул группу.

## Состав

### Текущий состав
- Нийло Севянен — вокал, бас-гитара (с 1997).
- Вилле Фриман — вокал, гитара (с 1997).
- Маркус Ванхала — гитара (с 2011).
- Маркус Хирвонен — ударные (с 1997).

### Бывшие участники
- Тапани Песонен — ударные, гитара (1997—1998).
- Тимо Партанен — гитара (1998—2001).
- Вилле Вянни — гитара (2001—2011).
- Яни Лииматайнен — гитара (2019—2024).

## Дискография

### Демо-альбомы
- 1999 — Demo
- 2000 — Underneath the Moonlit Waves

### Студийные альбомы
- 2002 — In the Halls of Awaiting
- 2004 — Since the Day it All Came Down
- 2006 — Above the Weeping World
- 2009 — Across the Dark
- 2011 — One for Sorrow
- 2014 — Shadows of the Dying Sun
- 2016 — Winter's Gate
- 2019 — Heart Like a Grave
- 2023 — Anno 1696[3]

### Мини-альбомы
- 2009 — Where the Last Wave Broke
- 2013 — Ephemeral
- 2021 — Argent Moon
- 2023 — Songs of the Dusk

### Синглы
- 2011 — Weather the Storm
- 2014 — While We Sleep
- 2021 — The Conjurer

### Сборники
- 2014 — The Candlelight Years